# Hyphaene thebaica
Hyphaene thebaica är en enhjärtbladig växtart som först beskrevs av Carl von Linné, och fick sitt nu gällande namn av Carl Friedrich Philipp von Martius. Hyphaene thebaica ingår i släktet Hyphaene och familjen Arecaceae. Inga underarter finns listade i Catalogue of Life.

## Bildgalleri

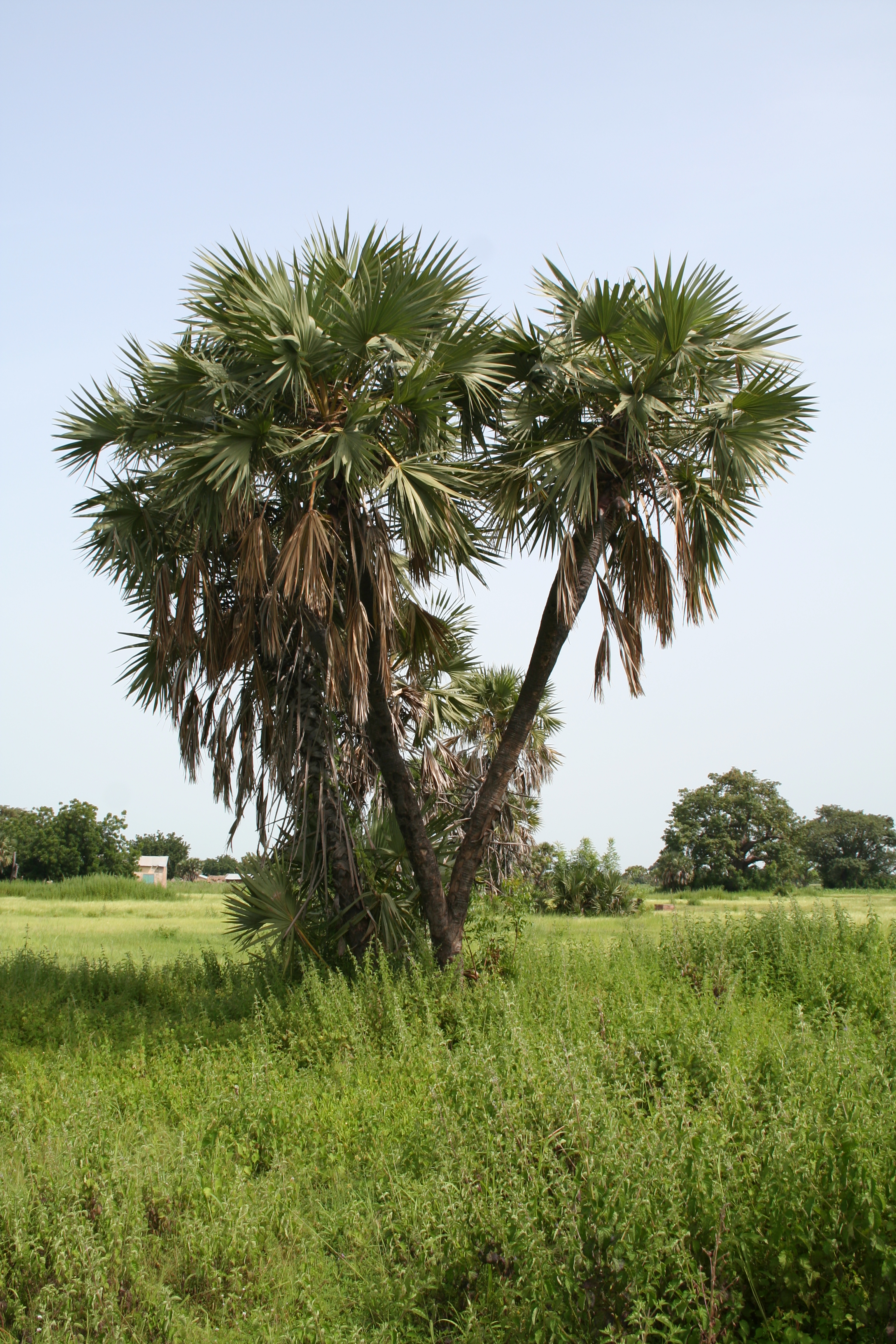
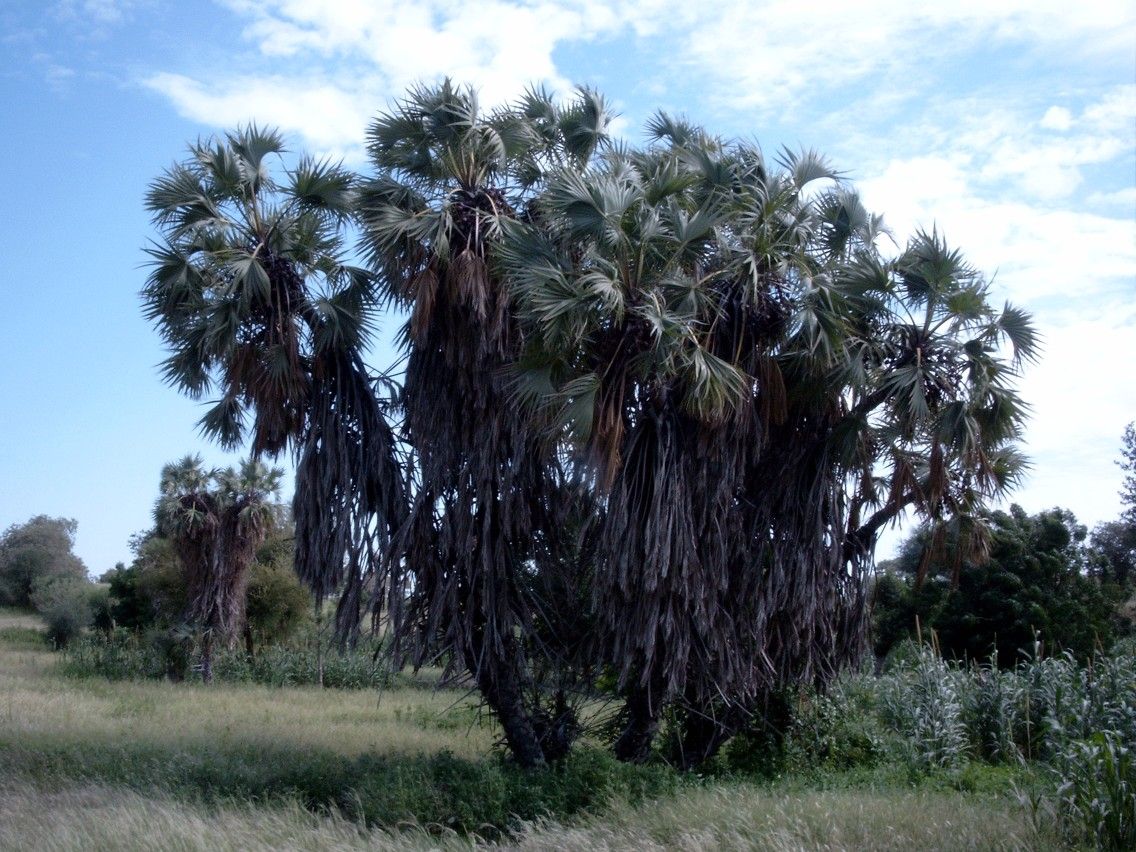